# Rick O'Connell
Richard O'Connel je fiktivní postava a hlavní protagonista filmové série Mumie. Je bývalým kapitánem francouzské cizinecké legie v Egyptě a vysoce vyznamenaný veterán 1. světové války, o čemž svědčí vyznamenání  rytířem Řádu Čestné legie, Vojenskou medailí a Válečným křížem 1914–1918. Jeho jednotka se snažila ubránit nájezdům Arabů ve městě Hamunaptra. Je ženatý s Evelyn Carahanovou a spolu mají syna Alexe. S Evelyn se vydali na výpravu do města mrtvých, kde našli kněze Imothepa, kterého zabili. V pokračování před ním museli bránit Alexe. Společně s Evelyn pracují jako agenti britské vlády. Rickovou hlavní zálibou jsou zbraně. Z pokrmů má rád ryby, které umí ulovit střelbou z pušky. Ve filmu Mumie se vrací zjišťuje, že je svatý Medjai.